# 허클베리 핀의 모험 (1993년 영화)
허클베리 핀의 모험(The Adventures Of Huck Finn)은 미국에서 제작된 스티븐 소머즈 감독의 1993년 가족, 모험, 드라마 영화이다. 일라이저 우드 등이 주연으로 출연하였고 로렌스 마크 등이 제작에 참여하였다.

## 출연

### 주연
- 일라이저 우드
- 코트니 B. 반스

### 조연
- 로비 콜트레인
- 제이슨 로바즈
- 론 펄먼
- 다나 아이비
- 앤 헤이시
- 제임스 가먼
- 팩스톤 화이트헤드
- 톰 앨드리지
- 로라 벨 번디
- 커티스 암스트롱
- 메리 루이스 윌슨
- 프란시스 콘로이
- 알렉스 주커만
- 르네 오코너
- 대니 탬버렐리

## 제작진
- 원작자: 마크 트웨인
- 공동제작: 존 벌데치
- 미술: 리처드 쉐먼
- 의상: 벳시 헤이만
- 배역: 메리 골드버그
- Ass-PD: 르웰린 웰스